# Нейтрино залишається в серці
«Нейтрино залишається в серці» — науково-фантастичний роман українського письменника Віктор Безорудько, опублікований 1966 року.

## Сюжет
У центрі сюжету роману Віктора Безорудько «Нейтрино залишається у серці» підготовка до першого в історії людства польоту космічного корабля до нещодавно відкритої планети Ікс, населеної розумними істотами. Для цього конструктори спроектували космічний корабель, а вчені з дослідницького інституту підготували двох людиноподібних роботів, які б здолали політ до планети Ікс тривалістю двісті років. Остання важлива ланка у програмі підготовки до польоту – навчання роботів різного роду знань та навичок. І якщо, точні дані вони можуть сприйняти та запам'ятати дуже швидко, то «вкласти в них душу» виявилося не простою справою.
Паралельно з цим, у романі показано кохання двох молодих людей — кореспондента Вадима та доньки директора інституту Інки. Волею долі, саме вони виявилися справжніми вчителями роботів, яких назвали Іваном та Марією. До речі, так само було названо космічний корабель. Молодечий запал, незакостеніле мислення та сильне почуття одне до одного змогли двох пластикових істот зробити людиноподібними і, зрештою, зірвати всю місію.
«Іван і Марія» з двома роботами на борту успішно стартував у 196... році, але через півтора роки радіограми з корабля припинилися, а ще через деякий час роботи повернулися на Землю. Виявилося, що вони не змогли витримати нудний та одноманітний політ і повернулися до того місця, де їм завжди подобалося та живуть найкращі друзі – Вадим та Інка. Щоправда, на той час, у цієї молодої сім'ї вже були свої Іван та Марія – дві маленькі дитини, які знаменують собою основний сенс життя людини.

## Видання
Вперше надрукований частинами 1966 року на сторінках журналу «Дніпро». У тому ж році роман виходить також частинами на сторінках емігрантського жуналу «Сучасність» (Мюнхен).
Перше книжкове видання «Нейтрино залишається в серці» побачило світ 1968 року в Києві, у видавництві Молодь, тиражем 65 000 екземплярів. У 1973 році роман перевидався в збірці Віктора Безорудька «Гуморостичні повісті» (Київ, вид-во «Дніпро», 30 000 екземплярів). Ілюстрації до останнього з вище вказаних видань виконав Анатолій Петрович Василенко.